# Сехна
Сехна (пол. Sechna) — село в Польщі, у гміні Ляскова Лімановського повіту Малопольського воєводства.
Населення — 546 осіб (2011).
У 1975-1998 роках село належало до Новосондецького воєводства.

## Демографія
Демографічна структура станом на 31 березня 2011 року:
|          | Загалом | Допрацездатний вік | Працездатний вік | Постпрацездатний вік |
| -------- | ------- | ------------------ | ---------------- | -------------------- |
| Чоловіки | 285     | 105                | 143              | 37                   |
| Жінки    | 261     | 80                 | 120              | 61                   |
| Разом    | 546     | 185                | 263              | 98                   |